# Jäärouva
Jäärouva è un film del 2013 diretto da Elmo Rautio.

## Trama
Quattro ragazze prendono in affitto una casa circondata dalla neve in una località isolata. Il loro intento è anche quello di offrire qualche distrazione ad una di esse, Ilda, che è l’unica sopravvissuta da un incidente stradale nel quale hanno perso la vita entrambi i suoi genitori, rimasti intrappolati nel veicolo, nel gelo circostante, e quindi morti assiderati.
Presto si accorgono che un edificio non distante dalla casa è attualmente occupato da Tuutikki, una donna senza fissa dimora, dal comportamento eccentrico. Tuutikki appare essere stranamente a conoscenza della tragedia vissuta da Ilda, ed annuncia a quest’ultima l’imminente arrivo di Jäärouva, la “Signora del freddo”, che verrebbe a prendere Ilda, dato che in precedenza le era sfuggita. Ilda stessa alla fine afferma di aver già incontrato Jäärouva la notte dell’incidente.
Nonostante Tuutikki tenti, con procedimenti scaramantici, di ingraziarsi Jäärouva per mitigarne il potere distruttivo, le tre amiche di Ilda, una dopo l’altra, in circostanze diverse, trovano la morte: e lo stesso destino, con tutta probabilità, sarà condiviso anche da Ilda.